# Hans-Ulrich Klose (Politiker, 1935)

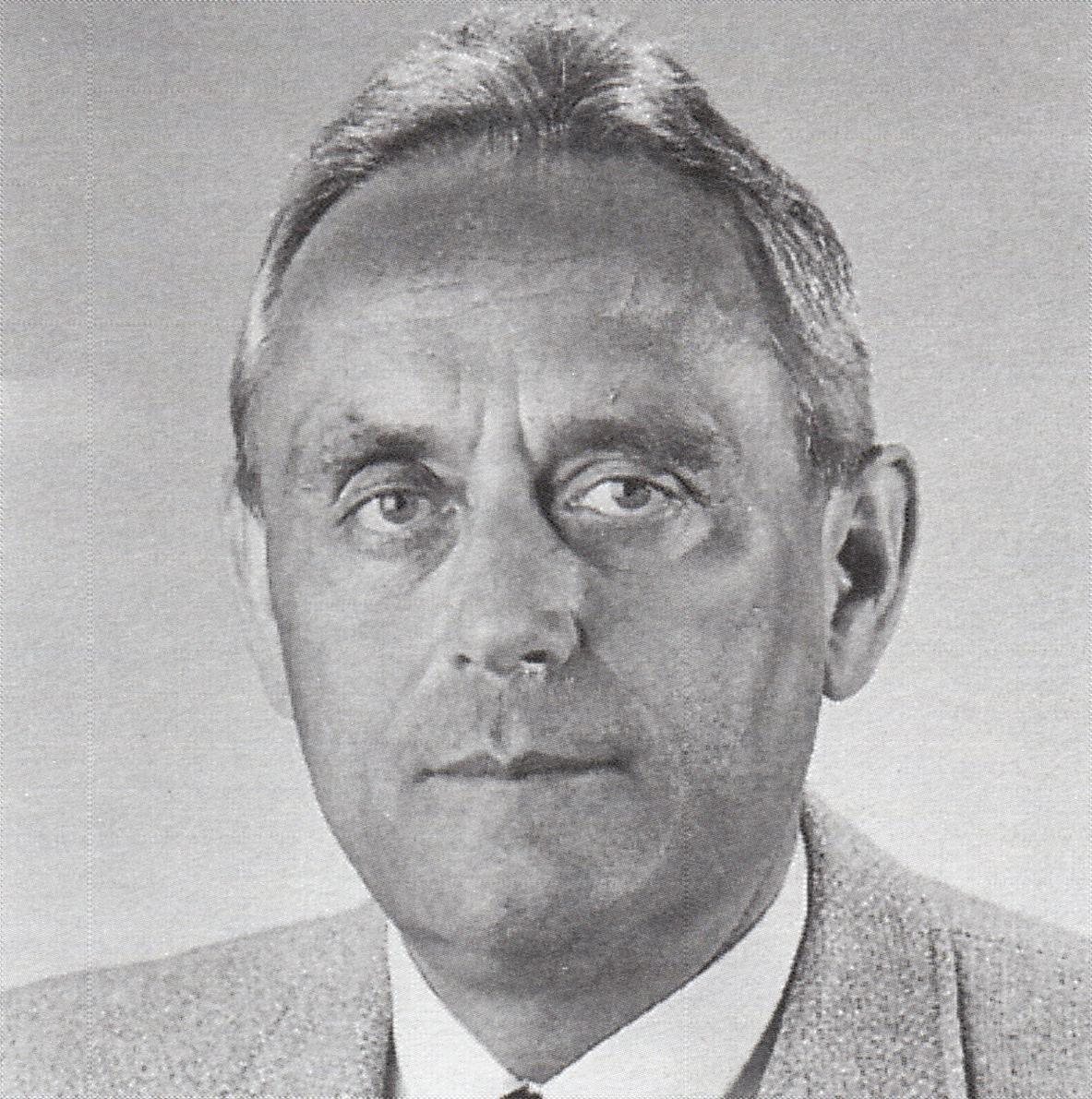
Hans-Ulrich Klose, Wahlplakat 1994

Hans-Ulrich Klose (* 29. März 1935 in Rüdersdorf/Mark Brandenburg; † 7. Februar 2022 in Korschenbroich) war ein deutscher Jurist und CDU-Politiker in Nordrhein-Westfalen, ab 1966 Mitglied des Landtags.

## Leben
Nach dem Besuch der Oberschule und dem Abitur 1954 absolvierte Klose ein Studium der Rechts- und Wirtschafts- sowie der Politischen Wissenschaften in Berlin und Köln, wo er der studentischen Verbindung AV Cheruscia Köln im DWV beitrat. Die erste juristische Staatsprüfung bestand Klose 1960, es folgte die Promotion zum Dr. jur. 1963 und die zweite juristische Staatsprüfung 1965. 1966 wurde er Richter am Sozialgericht Düsseldorf. Von 1970 bis 1998 war Klose Justitiar der Apothekerkammer Nordrhein.
Seit 1952 war Klose Mitglied der Ost-CDU. Wegen seiner Kontakte zur West-CDU wurde er von der Stasi bespitzelt. 1956 wurde er verhaftet und als „Staatsfeind der DDR“ zu einem Jahr Haft im Zuchthaus Brandenburg verurteilt. Anschließend fand er in Korschenbroich bei Neuss im Rheinland eine neue Heimat. Von 1958 bis 1959 war er Landesvorsitzender vom Ring Christlich-Demokratischer Studenten (RCDS) in Nordrhein-Westfalen. 1961 wurde er Gemeinderatsmitglied in Korschenbroich und dort erstmals für die CDU in den Kreistag von Grevenbroich gewählt und wurde stellvertretender Fraktionsvorsitzender und Vorsitzender des Sozialausschusses. Mehr als 50 Jahre war er der Vorsitzende des Sozial- und Gesundheitsausschusses des Kreises. Im Jahr 2004 wurde er zum Ersten Stellvertretenden Landrat gewählt.
Vom 25. Juli 1966 bis zum 22. Mai 2005 war er direkt gewählter Abgeordneter im Landtagswahlkreis Neuss IV und vom 5. Mai 1982 bis zum 2. Juni 2000 Vizepräsident des Landtags von Nordrhein-Westfalen. Außerdem war Klose Justiziar der CDU-Landtagsfraktion und von 1994 bis 1999 Mitglied des Rates und Bürgermeister der Stadt Korschenbroich, in der er wohnte.
Neben seinen politischen Aktivitäten engagierte er sich von 1964 bis 2008 im Presbyterium der evangelischen Kirchengemeinde Korschenbroich und in der Landessynode der Evangelischen Kirche im Rheinland. Er war Mitglied der Kreissynode Gladbach-Neuss. Er war Landesvorsitzender und bis zu seinem Tod Ehrenvorsitzender des Evangelischen Arbeitskreises der CDU Nordrhein-Westfalen.
Klose war evangelisch, verheiratet und zweifacher Vater.

## Ehrungen
- 1985: Verdienstkreuz Erster Klasse des Verdienstordens der Bundesrepublik Deutschland
- 1990: Verdienstorden des Landes Nordrhein-Westfalen[2]
- 1993: Großes Verdienstkreuz des Verdienstordens der Bundesrepublik Deutschland